# Bahnhof Nürnberg Ostring
Der Haltepunkt Nürnberg Ostring ist ein S-Bahn-Haltepunkt in Nürnberg an der Bahnstrecke Nürnberg–Irrenlohe. Er befindet sich im östlichen Eck des Stadtteils Tullnau, an der Grenze zu Gleißhammer und Mögeldorf, über der Kreuzung mit der Ringstraße (B 4 R). Er verfügt über einen 120 m langen und 85 cm hohen Mittelbahnsteig. Der Haltepunkt wird von der S-Bahn-Linie S 2 (Roth – Nürnberg – Hartmannshof) bedient und ist mit den Stadtbuslinien 43 und 65 verknüpft. Die Haltestelle "Business-Tower" der Straßenbahn Nürnberg befindet sich in circa 150 Meter Entfernung. Kurz vor dem Haltepunkt fädelt die Verbindungsstrecke von Nürnberg-Dutzendteich ein, die von Güterzügen als Zu-/ Ableitung zum Rangierbahnhof genutzt wird.

## Geschichte
Die Eröffnung des Haltepunkts durch die Deutsche Bundesbahn fand am 26. September 1987 mit der Betriebsaufnahme der ersten Nürnberger S-Bahn-Linie statt.

## Verbindungsübersicht
Der Haltepunkt wird im 20-Minuten-Takt von der S 2 mit Triebfahrzeugen der DB-Baureihe 442 bedient. 
| Linie | Strecke | Taktfrequenz                                                                                                  | Fahrzeugmaterial |
| ----- | --- | --- | ---------------- |
| S2    | Roth – Büchenbach – Rednitzhembach – Schwabach – Schwabach-Limbach – Katzwang – Reichelsdorfer Keller – Nürnberg-Reichelsdorf – Nürnberg-Eibach – Nürnberg-Sandreuth – Nürnberg-Steinbühl – Nürnberg Hbf – Nürnberg-Dürrenhof – Nürnberg Ostring – Nürnberg-Mögeldorf – Nürnberg-Rehhof – Nürnberg-Laufamholz – Schwaig – Röthenbach (Pegnitz) – Röthenbach-Steinberg – Röthenbach-Seespitze – Lauf West – Lauf (links Pegnitz) – Ottensoos – Henfenfeld – Hersbruck (links Pegnitz) – Happurg – Pommelsbrunn – Hartmannshof Stand: Fahrplanwechsel Dezember 2023 | 20/40 min (Roth–Schwabach) 20 min (Schwabach–Lauf) 20/40 min (Lauf–Hersbruck) 60 min (Hersbruck–Hartmannshof) | DB 442           |

## Bilder

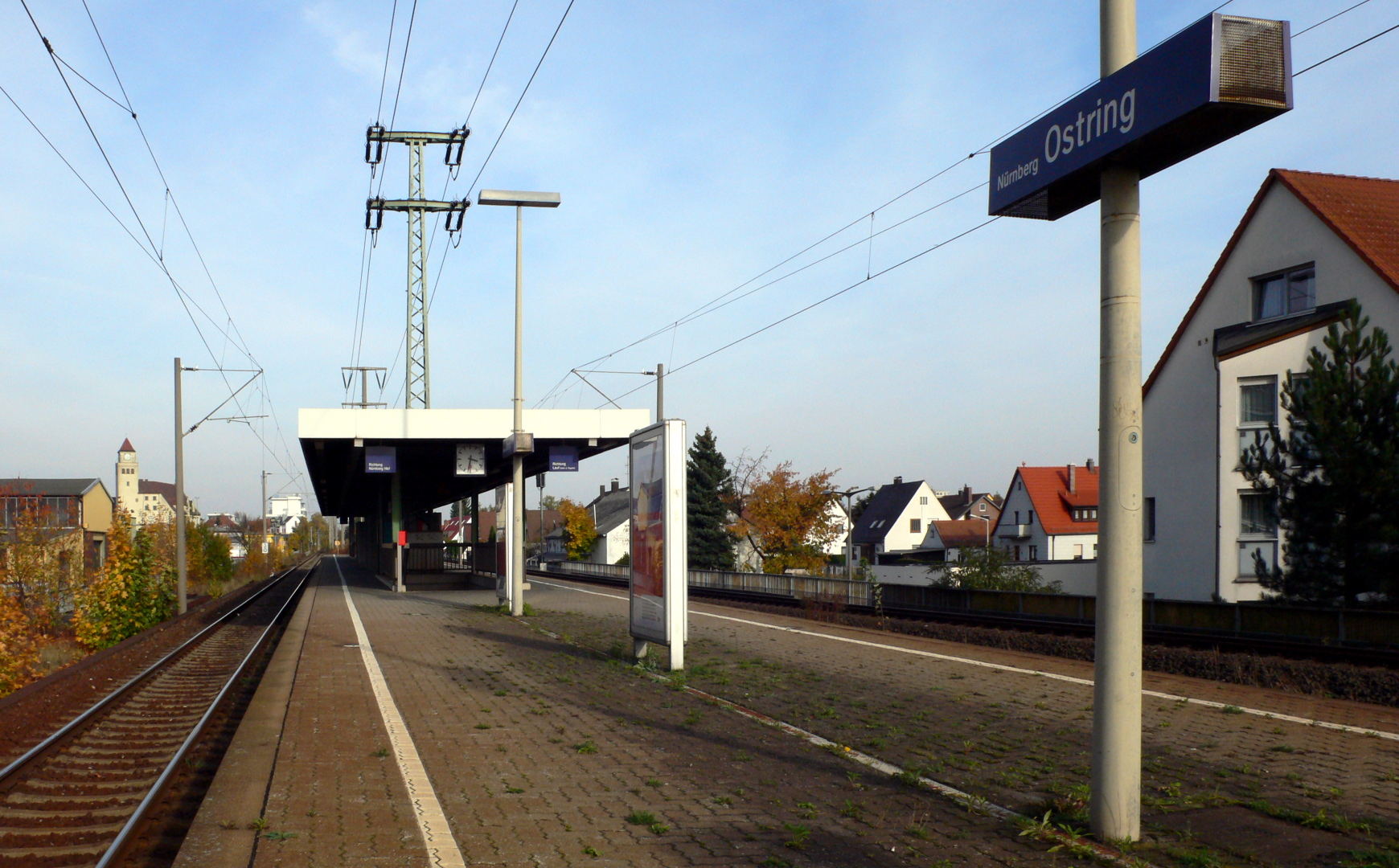
Bahnsteig